# Gabriela Pérez Yarahuán
Gabriela Pérez Yarahuán es investigadora, académica y administradora publica. Desde 2016 es la directora regional de CLEAR LAC y profesora investigadora asociada del Centro de Investigación y Docencia Económicas.

## Trayectoria académica
Es doctora y maestra en Políticas Públicas por la Universidad de Chicago, maestra en Economía por la Universidad de Warwick, Inglaterra y licenciada en Administración Pública por El Colegio de México (Colmex). Ha recibido becas del British Council, la Fundación Fulbright y la Universidad de Chicago.
Ha sido profesora de política pública, métodos cuantitativos, evaluación de programas y economía política en varias universidades de Estados Unidos y México, incluidas la Universidad de Chicago y la Universidad Iberoamericana en la Ciudad de México, donde fue profesora investigadora de tiempo completo de 2003 a 2014.
Su investigación se centra en los sistemas nacionales de monitoreo y evaluación de América Latina, el diseño de políticas públicas, la economía política del gasto público y la evaluación de programas sociales. Ha realizado investigaciones sobre evaluación y proyectos de consultoría para el Banco Mundial, el Banco Interamericano de Desarrollo, UNICEF, PNUD, la Fundación Hewlett, USAID y múltiples dependencias del gobierno mexicano.

## Trayectoria profesional
Fungió como funcionaria pública en el gobierno federal, desempeñándose como directora general de Evaluación en el Consejo Nacional de Evaluación de la Política de Desarrollo Social (Coneval), directora de Análisis Económico en la Secretaría de Desarrollo Social (Sedesol), entre otros cargos en la Secretaría de Agricultura y la Secretaría de Educación Pública (SEP).  

## Obras
- Antología sobre evaluación. La construcción de una disciplina, México, CIDE, 2016, 2018 (coeditado).
- Panorama de los sistemas nacionales de monitoreo y evaluación en América Latina, México , CIDE, 2015 (coeditado).
- Social Programs and Electoral Competition: The Political Economy of the Mexican National Fund for Social Enterprises, México, Universidad Iberoamericana, 2002.[6]